# Monastère du Christ Philanthrope
Le monastère du Christ Philanthrope (littéralement Sauveur-Ami-des-Hommes) était à l'époque Paléologue un important monastère constantinopolitain situé dans le quartier des Manganes

## Histoire du monastère
En 1308, Irène Choumnaina, fille de Nicéphore Choumnos et épouse du despote Jean Paléologue, troisième fils de l'empereur Andronic II, devint veuve et voulut se faire religieuse. Dès 1312, elle prit le voile sous le nom d'Eulogie et, avec l'aide de ses parents, consacra une partie de sa fortune à restaurer, agrandir et embellir un monastère de la première région de Constantinople, qu'elle dédia au Christ Philanthropos. On ne sait rien de l'histoire antérieure du monastère relevé par Irène.
Le monastère fut conçu comme un monastère double, accueillant à la fois des hommes et des femmes, les deux communautés vivant cependant séparées. Nicéphore Choumnos et son épouse s'y retirèrent conjointement en 1320, et le favori d'Andronic II y mourut le 16 janvier 1327 et y fut inhumé.
Le monastère féminin du Christ Philanthrope fut bientôt à la mode et comptait plus de cent religieuses du vivant même de sa fondatrice. Irène-Eulogie le dirigea jusqu'à sa mort vers 1360, participant aux querelles religieuses et politiques qui déchirèrent l'empire à cette époque et soutenant le parti Paléologue contre Jean VI Cantacuzène. Il fut un centre de pèlerinage important et fonctionna probablement jusqu'à la chute de Constantinople en 1453. En revanche le monastère masculin ne connut pas le même succès et on ne sait que très peu de chose de son devenir.
L'église et les bâtiments du monastère disparurent certainement lorsque le sultan Mehmet II commença la construction de son nouveau sérail en 1458. 
L'ayasma (ou fontaine sainte) du monastère, réputée miraculeuse, fut cependant respectée et continua de faire l'objet d'un pèlerinage important de la part des Grecs de la ville (notamment le 6 août) jusqu'au XIXe siècle. Cette dévotion ne cessa probablement complètement que vers 1871, lorsque les travaux de la voie ferrée entraînèrent la disparition de la fontaine et d'une partie des vestiges du monastère.

## Description
Le monastère est assez bien connu, notamment grâce aux descriptions des pèlerins russes.

Nicéphore Grégoras rapporte qu'Irène avait voulu un édifice somptueux, non par amour du luxe, mais pour exciter la vertu.
Des extraits des récits de voyages de pèlerins russes, on sait que le monastère abritait les reliques de saint Abercius ainsi qu'une représentation miraculeuse du Christ (celui-ci serait apparu dans le monastère). La fontaine sacrée est également fréquemment mentionnée.
Étienne de Novgorod (1348 ou 1349): "Et là (près de Saint-Georges des Manganes), derrière le mur, au-dessus de la mer, apparut le Christ lui-même et on appelle cette église : le Christ Standeth. Il y a une quantité de malades amenés de toutes les villes et ils obtiennent leur guérison; saint Averki y repose aussi et nous baisâmes son corps. Tout cet endroit ressemble à la piscine de Salomon à Jérusalem."
Ignace de Smolensk (entre 1389-1405) : "de là (du Grand Palais)nous allâmes au bord de la mer, où il y a du sable qui opère des guérisons, et, au-dessus, l'église du Saint-Sauveur où se trouvent l'image miraculeuse du Seigneur, et, dans une châsse ouverte, les reliques de saint Averki".
Zosime (entre 1419-1421): "Près de Sainte-Sophie se trouve le couvent de femmes Philanthropos; il y a là, sous l'église, une eau sainte, et les lépreux et les malades qui plongent leurs pieds dans le sable obtiennent leur guérison en grand nombre".

## État actuel
Le monastère subsiste aujourd'hui encore à l'état de ruines, mais aucune recherche approfondie n'a été menée et sa disposition reste donc obscure. L'église se trouvait à la hauteur des remparts, et devait mesurer sans le narthex environ 17 mètres sur 15. Les deux monastères (féminin et masculin) étaient construits entre le mur maritime d'une part, la masse formée par le complexe des Manganes d'autre part. 
Un grand portail d'une dizaine de mètres de haut serait visible dans les remparts, ainsi qu'une inscription, qui seraient des vestiges du monastère.